# Clackmannanshire
Pour l’article homonyme, voir Clackmannanshire (circonscription du Parlement d'Écosse).
Le Clackmannanshire est un ancien comté, un council area et une région de lieutenance située au cœur de l'Écosse, à l'est de Stirling, sur l'embouchure de la rivière Forth avec les Ochil Hills en arrière-plan.
Clackmannan était la ville principale et le siège du comté mais Alloa l'a supplantée et est dorénavant la ville principale et le nouveau siège. Alloa Tower est le témoin de l'histoire mouvementée de la région. Sa construction initiale date du XVIIe siècle mais elle a été remaniée au XVIIIe siècle par le comte de Mar.

## Villes et villages
- Alloa, capitale administrative
- Alva
- Cambus
- Clackmannan, ancien siège du comté
- Coalsnaughton
- Devonside
- Dollar
- Fishcross
- Forestmill
- Glenochil
- Inglewood
- Kennet
- Menstrie
- Muckhart
- Sauchie
- Solsgirth
- Tillicoultry
- Tullibody